# Lioré et Olivier LeO H-24
Dimensions
Le Lioré et Olivier H-24 est un hydravion à coque commercial réalisé en France en 1929 durant l'Entre-deux-guerres par le constructeur aéronautique Lioré et Olivier. Construit en bois, c’est un monoplan à aile haute propulsé par deux moteurs en tandem. Il a effectué son premier vol à Antibes (Alpes-Maritimes) en novembre 1929, piloté par Lucien Bourdin. Seuls trois prototypes furent construits, mais il donna naissance à l’hydravion quadrimoteur LeO H-242 qui est fabriqué en série.